# Chökhorgyel
| Tibetische Bezeichnung                          |
| ----------------------------------------------- |
| Wylie-Transliteration: chos 'khor rgyal dgon pa |

Das Kloster Chökhorgyel (tib.: chos 'khor rgyal)  ist ein Kloster der Gelug-Schule des tibetischen Buddhismus. Es wurde 1509 vom 2. Dalai Lama, Gendün Gyatsho (1476–1542), gegründet und liegt im oberen Metoktang-Tal im Kreis Gyatsha (Gyaca/Jiacha) im Nordosten des Regierungsbezirks Shannan im Süden des Autonomen Gebiets Tibet auf einer Höhe von 4350 m. Es liegt am Zusammenfluss dreier Flüsse, umgeben von vier Bergen, was als glücklicher Ort gilt. Es wurde unter dem 5. Dalai Lama erweitert, 1718 wurde es von den mongolischen Dsungaren zerstört. Innerhalb der Mauern befinden sich die Überreste von hunderten von steinernen Gebäuden, darunter mehrere Tempel.

## Orakelsee Lhamo Lhatsho
Das Kloster liegt in der Nähe des Orakelsees Lhamo Lhatsho und ist ein Ort der Ruhe und Anbetung für alle diejenigen, die die Wallfahrt zu diesem heiligen See unternehmen. Dieser See gilt den Tibetern als heilige Stätte, die auch bei der Auffindung der Reinkarnationen der Dalai Lamas (siehe Hauptartikel Seelenkind) eine Rolle spielt. Beim 14. Dalai Lama soll das Orakel Angaben zu dessen Geburtshaus in Taktser geliefert haben.